# Hervé This
Hervé This (født 5. juni 1955 i Suresnes) er en fransk kemiker som specialiseret sig i molekylær gastronomi.